# 雅可比旋转
在数值线性代数中，雅可比旋转是 n 维内积空间的二维线性子空间的旋转 Qkℓ，在用做相似变换的时候，被选择来置零 n×n 实数对称矩阵 A 的非对角元素的对称对:
{\displaystyle A\mapsto Q_{k\ell }^{T}AQ_{k\ell }=A'.\,\!}
{\displaystyle {\begin{bmatrix}{*}&&&\cdots &&&*\\&\ddots &&&&&\\&&a_{kk}&\cdots &a_{k\ell }&&\\\vdots &&\vdots &\ddots &\vdots &&\vdots \\&&a_{\ell k}&\cdots &a_{\ell \ell }&&\\&&&&&\ddots &\\{*}&&&\cdots &&&*\end{bmatrix}}\to {\begin{bmatrix}{*}&&&\cdots &&&*\\&\ddots &&&&&\\&&a'_{kk}&\cdots &0&&\\\vdots &&\vdots &\ddots &\vdots &&\vdots \\&&0&\cdots &a'_{\ell \ell }&&\\&&&&&\ddots &\\{*}&&&\cdots &&&*\end{bmatrix}}}
它是雅可比特征值算法的核心运算，它是数值上稳定的并适合用并行计算实现。
注意到只有 A 的行 k 和 ℓ 与列 k 和 ℓ 受到影响，并且 A′ 将保持对称。还有给 Qkℓ 的明显的矩阵很少被计算，转而计算辅助值，A 也有效率和数值上稳定的方式更新。但是，为了引用，我们写矩阵为
{\displaystyle Q_{k\ell }={\begin{bmatrix}1&&&&&&\\&\ddots &&&&0&\\&&c&\cdots &s&&\\&&\vdots &\ddots &\vdots &&\\&&-s&\cdots &c&&\\&0&&&&\ddots &\\&&&&&&1\end{bmatrix}}.}
就是说，除了四个元素之外，Qkℓ 是一个单位矩阵，两个在对角线上(qkk 和 qℓℓ 都等于 c) 而两个位于远离对角的位置上(qkℓ 和 Qℓk 分别等于 s 和 −s)。这里的 c = cos ϑ 而 s = sin ϑ 对于某个角度 ϑ；但是对于应用这种旋转，这个角度自身是不需要的。使用克罗内克δ符号，矩阵元素可以写为
{\displaystyle q_{ij}=\delta _{ij}+(\delta _{ik}\delta _{jk}+\delta _{i\ell }\delta _{j\ell })(c-1)+(\delta _{ik}\delta _{j\ell }-\delta _{i\ell }\delta _{jk})s.\,\!}
假设 h 是不为 k 或 ℓ 的索引(它们自身必须是不同的)。类似的更改过程在代数上写为
{\displaystyle a'_{hk}=a'_{kh}=ca_{hk}-sa_{h\ell }\,\!}
{\displaystyle a'_{h\ell }=a'_{\ell h}=ca_{h\ell }+sa_{hk}\,\!}
{\displaystyle a'_{k\ell }=a'_{\ell k}=(c^{2}-s^{2})a_{k\ell }+sc(a_{kk}-a_{\ell \ell })=0\,\!}
{\displaystyle a'_{kk}=c^{2}a_{kk}-s^{2}a_{\ell \ell }-2sca_{k\ell }\,\!}
{\displaystyle a'_{\ell \ell }=c^{2}a_{kk}-s^{2}a_{\ell \ell }+2sca_{k\ell }\,\!}

## 数值稳定计算
要确定需要更改的数量，我们必须解远离对角的元素为零的方程(Golub & Van Loan 1996，§8.4)。这蕴涵了
{\displaystyle {\frac {c^{2}-s^{2}}{sc}}={\frac {a_{\ell \ell }-a_{kk}}{a_{k\ell }}}.}
设 β 是这个数量的一半，
{\displaystyle \beta ={\frac {a_{\ell \ell }-a_{kk}}{2a_{k\ell }}}.}
如果 akℓ 是零，我们可以停止而不需要进行更改，因此我们永不除以零。设 t 是 tan ϑ。则通过一些三角恒等式我们简约这个方程为
{\displaystyle t^{2}+2\beta t-1=0.\,\!}
为了稳定性我们选择解
{\displaystyle t={\frac {\operatorname {sgn}(\beta )}{|\beta |+{\sqrt {\beta ^{2}+1}}}}.}
以此我们可以获得 c 和 s 为
{\displaystyle c={\frac {1}{\sqrt {t^{2}+1}}}\,\!}
{\displaystyle s=ct\,\!}
尽管我们可以使用前面给出的代数更改等式，重写它们会更好。设
{\displaystyle \rho ={\frac {s}{1+c}},}
所以 ρ = tan(ϑ/2)。则修订后的修改方程为
{\displaystyle a'_{hk}=a'_{kh}=a_{hk}-s(a_{h\ell }+\rho a_{hk})\,\!}
{\displaystyle a'_{h\ell }=a'_{\ell h}=a_{h\ell }+s(a_{hk}-\rho a_{h\ell })\,\!}
{\displaystyle a'_{k\ell }=a'_{\ell k}=0\,\!}
{\displaystyle a'_{kk}=a_{kk}-ta_{k\ell }\,\!}
{\displaystyle a'_{\ell \ell }=a_{\ell \ell }+ta_{k\ell }\,\!}
如前面提及的，我们永不需要明确的计算旋转角度 ϑ。事实上，我们可以通过只保留三个值 k, ℓ 和 t 来重新生成由 Qkℓ 确定的对称更改，带有 t 对零旋转设置为零。

## 引用
- Golub, Gene H. & Charles F. Van Loan (1996), Matrix Computations (3rd ed.), Baltimore: Johns Hopkins University Press, ISBN 978-0-8018-5414-9 （页面存档备份，存于）